# Brooklyn (gomma da masticare)
Brooklyn è una varietà di gomma da masticare prodotta dalla Perfetti Van Melle dal 1956, tipica per la forma a lastrina delle gomme.
Famosa è la massiccia pubblicità basata sullo slogan, "Brooklyn, la gomma del ponte", ideato negli anni '60 da Daniele Oppi, che ha portato questo prodotto a raggiungere il 90% delle quote di mercato.